# Walter Löb
Walter Löb (* 7. Mai 1872 Elberfeld (heute Stadtteil von Wuppertal); † 3. Februar 1916 Berlin) war ein deutscher Biochemiker.

## Ausbildung und Tätigkeit
In Berlin studierte Walter Löb Chemie und promovierte dort im Jahr 1894. Er arbeitete im Anschluss als Assistent an dem elektrochemischen Institut der Technischen Hochschule Aachen und habilitierte sich dort im Jahr 1896 in Elektrochemie. Zwischen 1898 und 1906 war er als Privatdozent für physikalische Chemie an der Bonner Universität tätig. Er wurde dann Leiter der chemischen Abteilung am Rudolf-Virchow-Krankenhaus in Berlin.
Kontrovers wird die Bedeutung von Löb für die Erforschung der Chemischen Evolution diskutiert. Bereits 1913 erzeugte Löb über Funkenentladungen als auch unter UV-Licht aus einem im Wasser gelösten Abkömmling der Ameisensäure die Aminosäure Glycin. Walter Löb, der bereits wenige Jahre nach diesem Versuch mit 44 Jahren verstarb, hatte seine Arbeiten nicht ausdrücklich mit der Frage nach dem Ursprung des Lebens verknüpft. Er geriet in der Folgezeit in Vergessenheit und wurde erst in den letzten Jahren neu entdeckt. Große Bedeutung erlangte hingegen Stanley Miller, der im Jahr 1953 Experimente veröffentlichte, die zu ähnlichen Ergebnissen kamen.

## Familie
Walter Löb war der Sohn von Siegmund Löb (1838–1917) und Theresa Loewengardt (1846–1946). Er heiratete am 7. August 1900 Agnes Frank (1876–1950). Gemeinsam hatten sie vier Töchter (geboren zwischen 1901 und 1909), von denen zwei im Holocaust ermordet wurden. Der niederländische Historiker Hermann W. von der Dunk (1928–2018) war der Sohn seiner ältesten Tochter, Ilse Löb; der 1948 geborene britische Historiker Anthony Glees ist der Sohn von seiner jüngsten Tochter Eva und Paul Glees.

## Veröffentlichungen (Auswahl)
- Walter Löb: Bemerkungen zur intraarterielle Therapie, Berliner Klinische Wochenschrift, Band 49, 1912, S. 1504.
- Walter Löb: Über das Verhalten des Formamids unter der Wirkung der stillen Entladung. Ein Beitrag zur Frage der Stickstoff-Assimilation, Berichte der Deutschen Chemischen Gesellschaft, 1913, 46, S. 684–697.
- Walter Löb: Zur chemischen Theorie der alkoholischen Gärung, Zeitschrift für Elektrochemie, 1907, S. 511.
- Walter Löb: Neue Arbeitsmethoden der organischen Chemie, Berichte der Deutschen Chemischen Gesellschaft, Band 29, 1896, S. 1390–1392.